# Pleopeltis boninensis
Pleopeltis boninensis là một loài dương xỉ trong họ Polypodiaceae. Loài này được H.Ohba mô tả khoa học đầu tiên năm 1971.
Danh pháp khoa học của loài này chưa được làm sáng tỏ. 